# Moerasmiervogel
De moerasmiervogel (Cercomacroides nigrescens) is een zangvogel uit de familie Thamnophilidae (miervogels).

## Verspreiding en leefgebied
Deze soort komt voor in het Amazonegebied en telt vijf ondersoorten:
- C. n. nigrescens: Suriname, Frans-Guyana en noordoostelijk Brazilië.
- C. n. aequatorialis: zuidelijk-centraal Colombia, oostelijk Ecuador en noordoostelijk Peru.
- C. n. notata: centraal Peru.
- C. n. approximans: centraal Brazilië.
- C. n. ochrogyna: oostelijk-centraal Brazilië.

## Status
De grootte van de populatie is niet gekwantificeerd maar de soort wordt omschreven als vrij algemeen maar met een versnipperde verspreiding. Op de Rode lijst van de IUCN heeft deze soort de status niet bedreigd.